# Хан Асад-паша
Хан Ас'ад-паша (араб. خَان أَسْعَد بَاشَا, трансліт. Khān ʾAsʿad Bāşā) є найбільшим караван-сараєм (khān) у Старому місті Дамаска , що займає площу 2 500 квадратних метрів. Розташований уздовж ринку Аль-Бузурія, він був побудований і названий на честь Ас'ад-паші аль-Азма, губернатора Дамаска, у 1751–52 роках. Хан Ас'ад-паша був описаний як один із найкращих караван-сараєв Дамаска та найбільш «амбітний» твір архітектури в місті.

## Використання

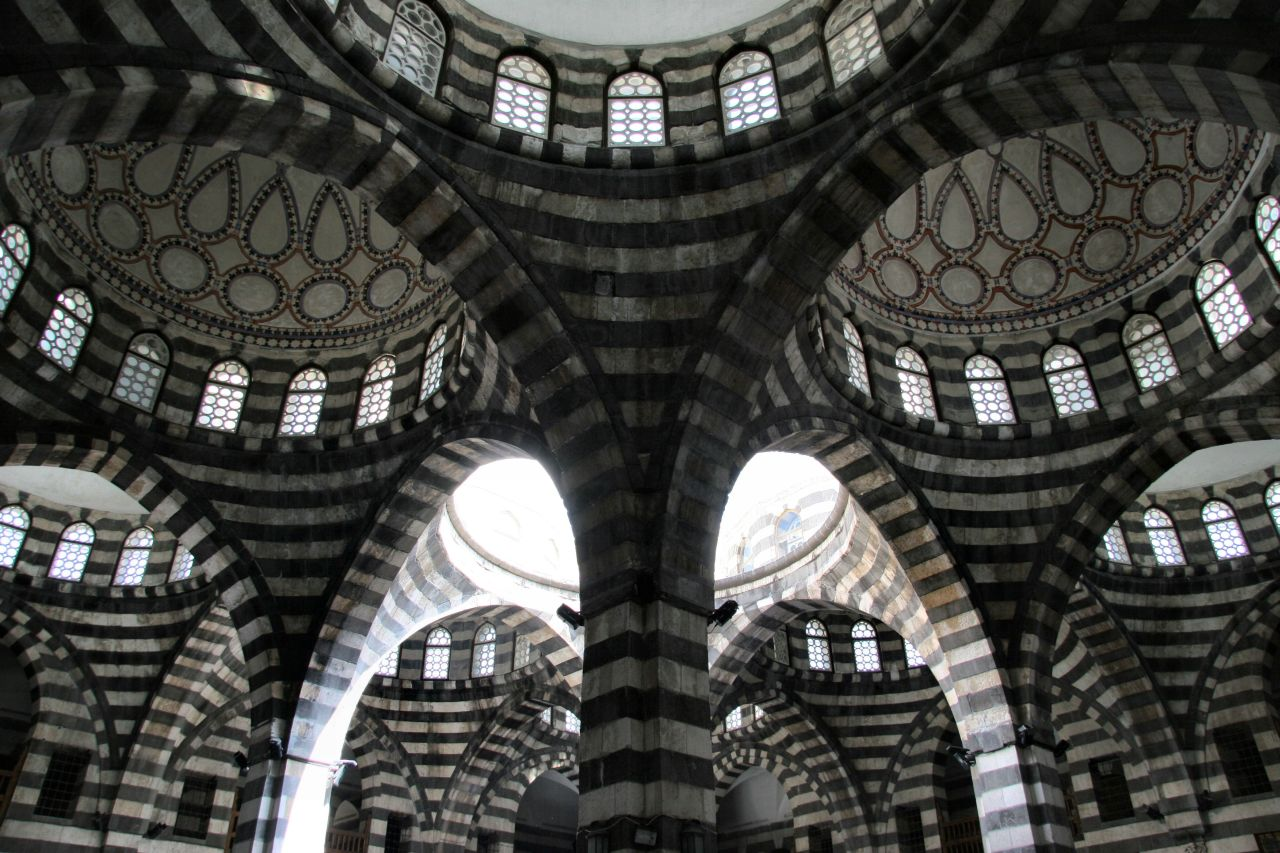
Арочний аблак купол

Протягом османської ери комплекс приймав каравани торгівців, що йшли з Багдада, Мосула, Алеппо, Бейрута та інших місць Близького Сходу. Кімнати дозволялося здавати в оренду знатним купцям того часу.

## Архітектура
Дизайн комплексу включав вісім маленьких куполів і один великий центральний отвір, що нагадує перську архітектуру. Критий внутрішній дворик має високу стелю, що допомогло забезпечити захист гостей від клімату під час спекотного літа та холодної зими.
Реставрація караван-сараю була відзначена премією Ага Хана в галузі архітектури.

## Галерея

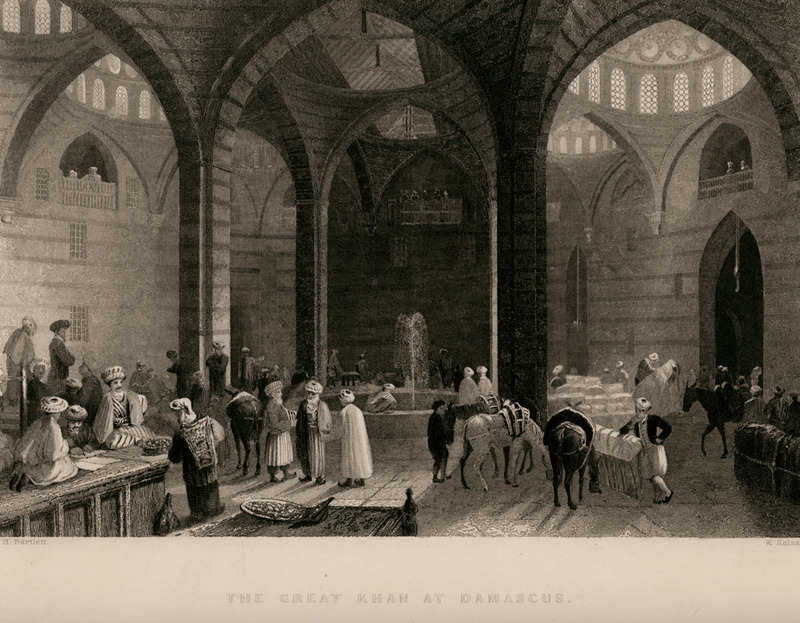
караван-сарай, 1836
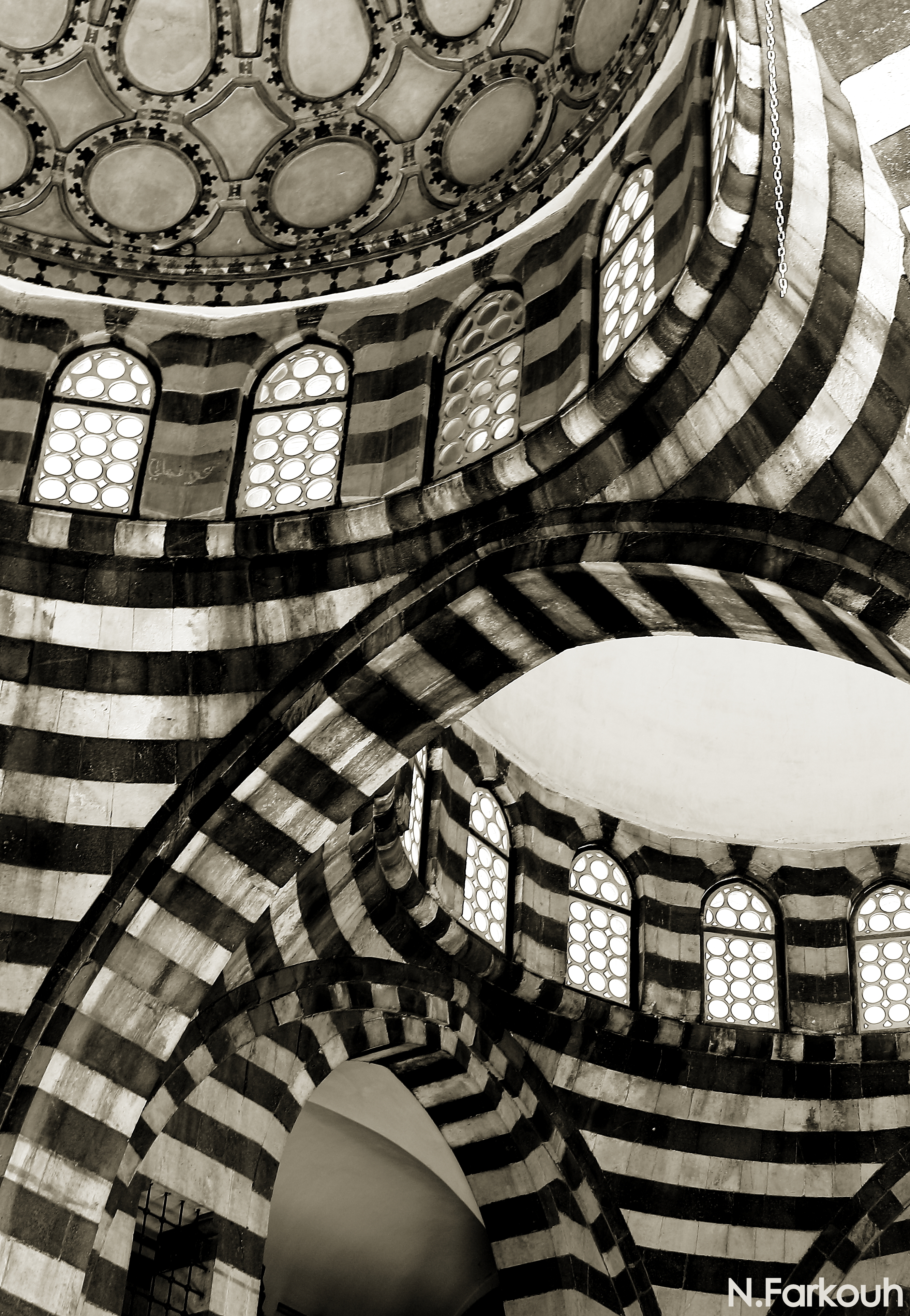
Кулон
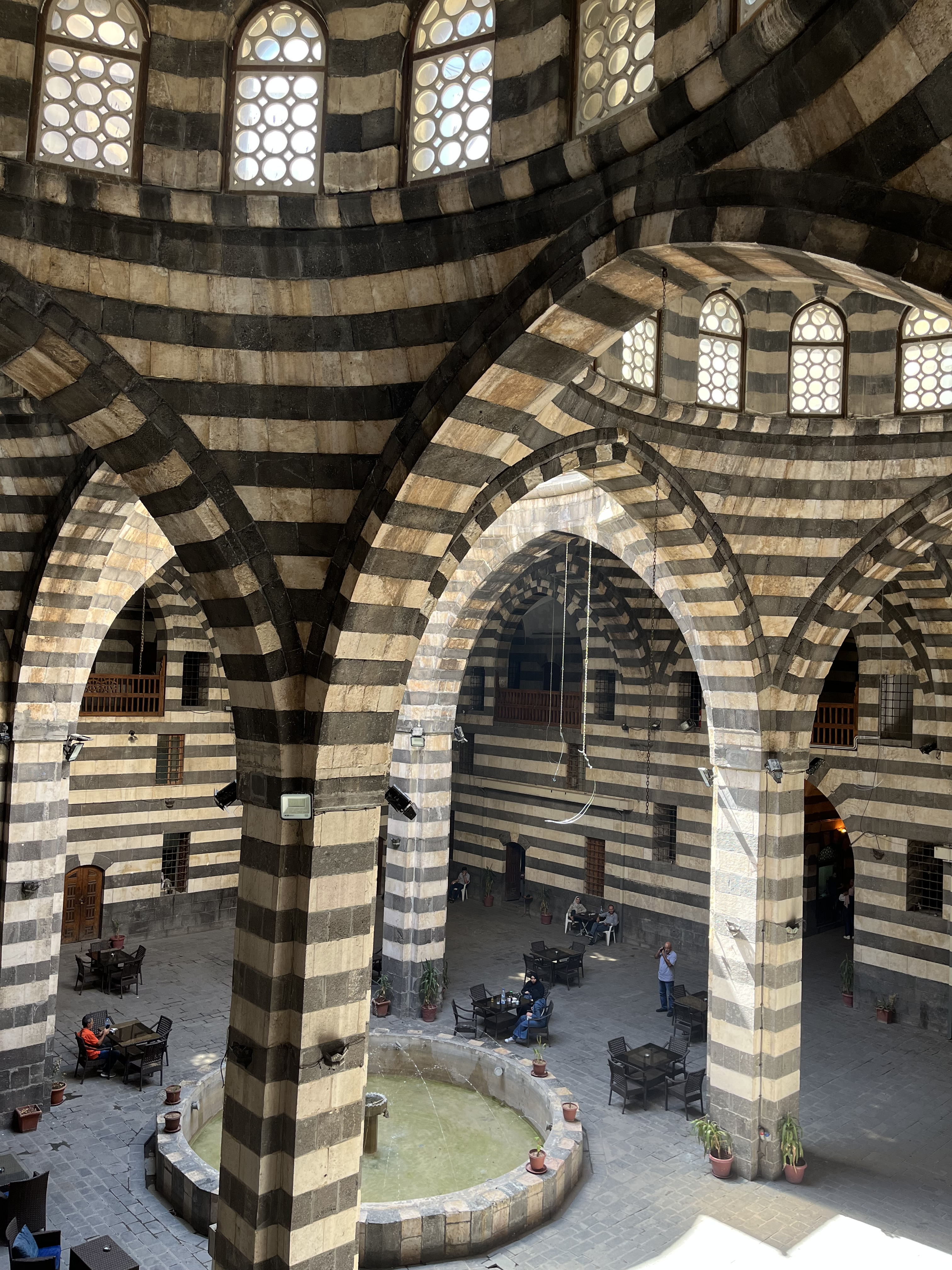
Внутрішнє подвір'я
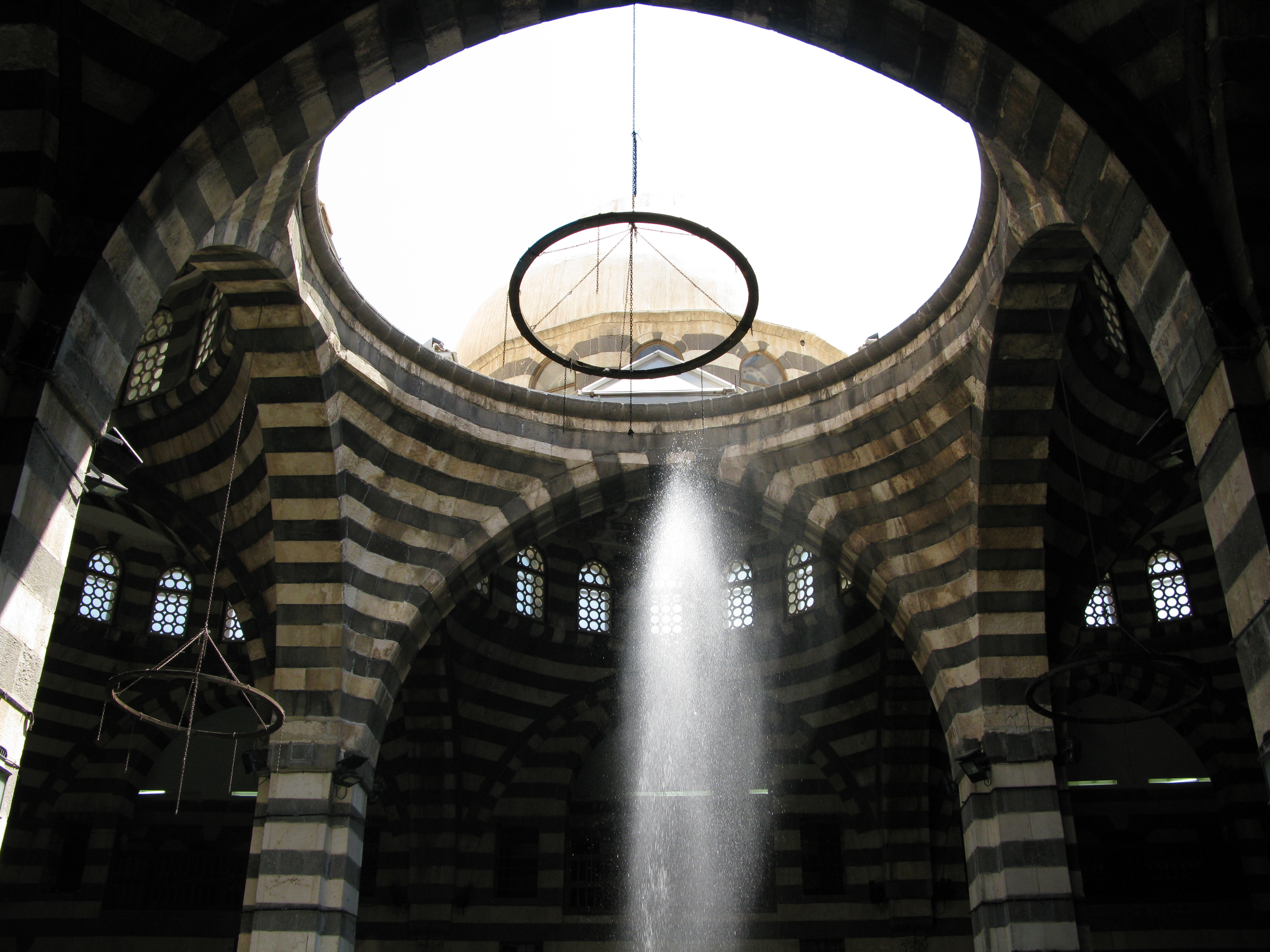
Арки
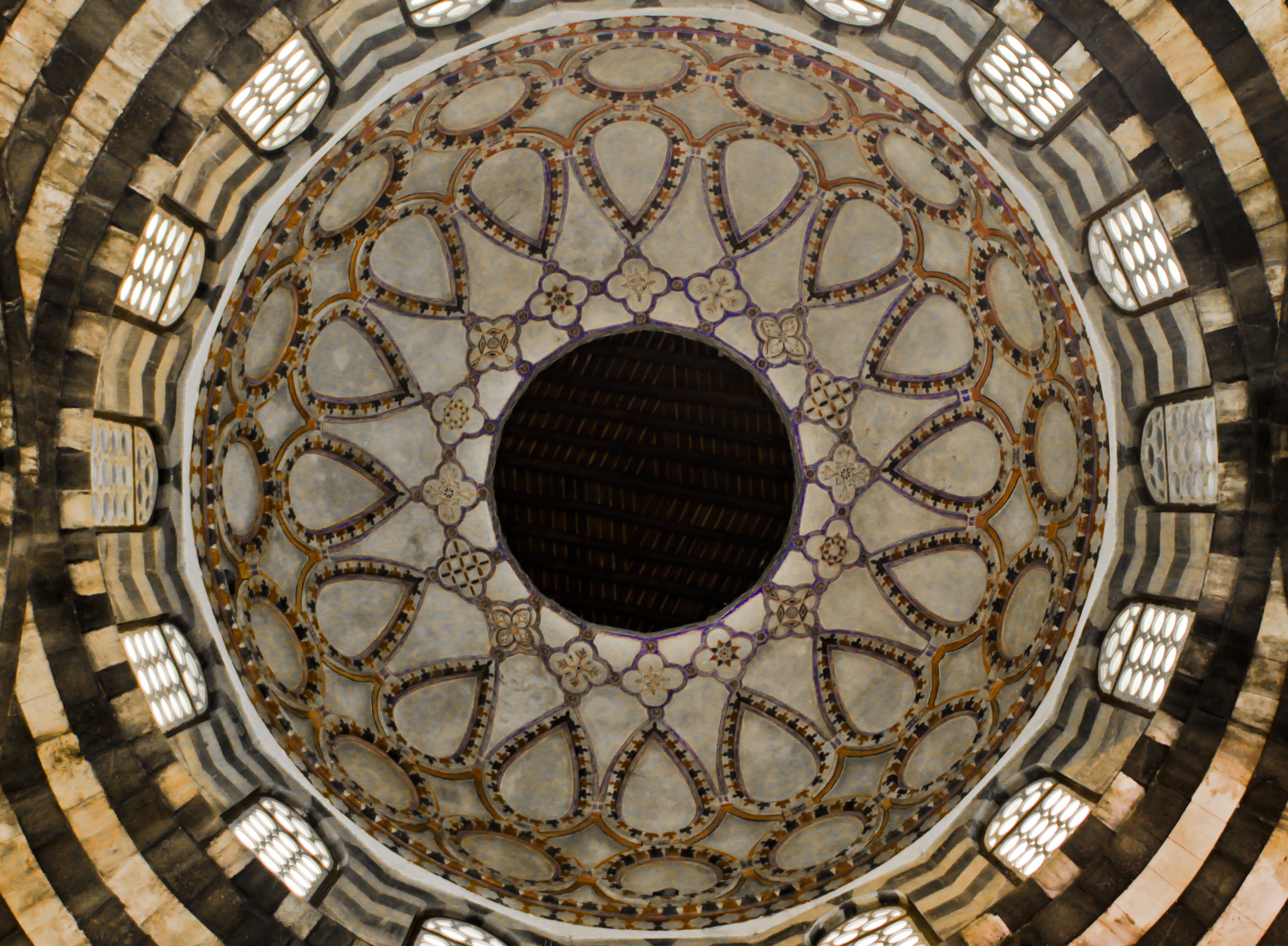
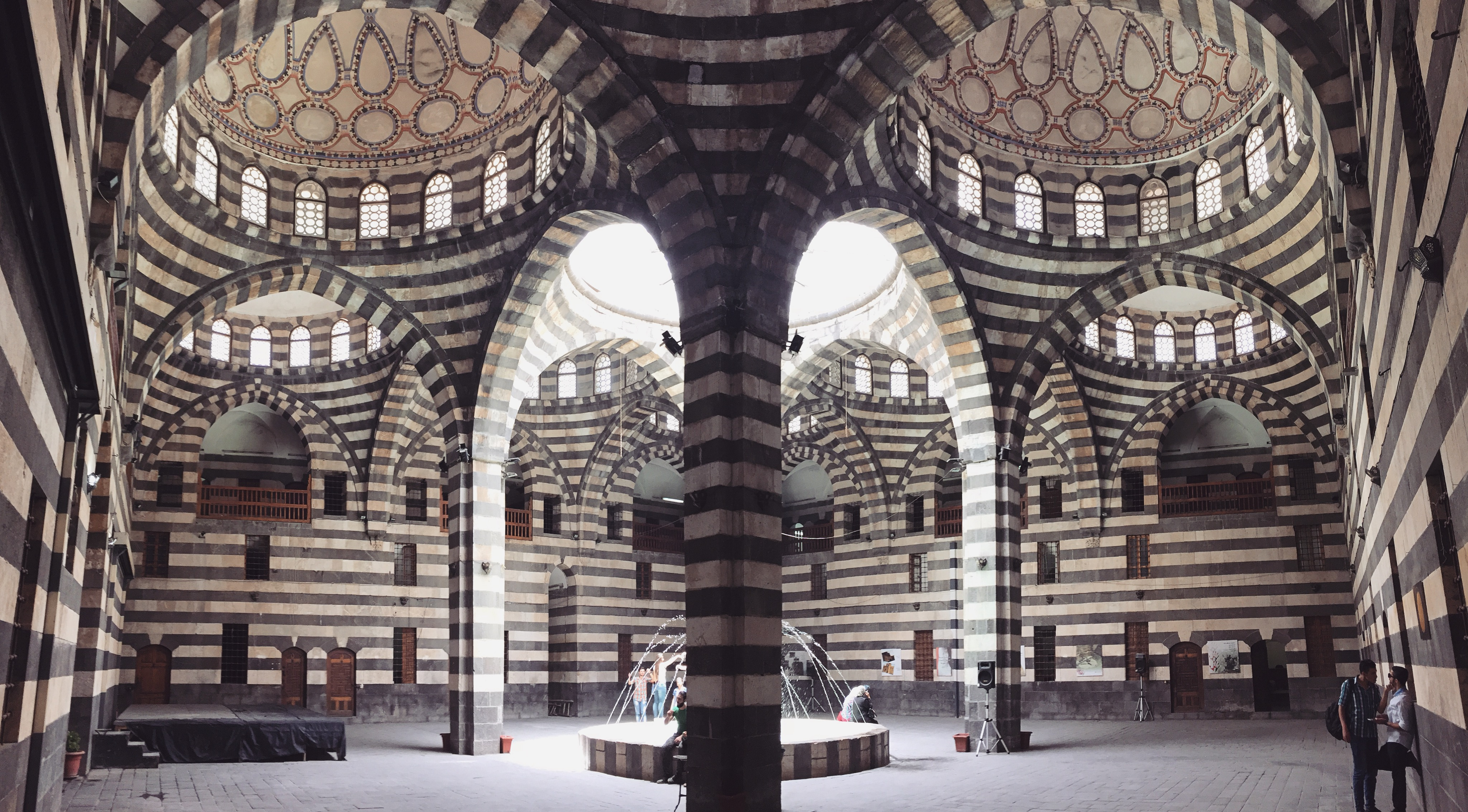